# Rodolfi (cognome)
Rodolfi è un cognome di lingua italiana.

## Varianti
Masera Rodolfo, Redolfi, Ridolfi, Ridolfo, Ridulfo, Rodolfo, Rodolfo Masera.

## Origine e diffusione
Cognome tipicamente settentrionale, è presente prevalentemente nel lombardo-emiliano.
Potrebbe derivare dal prenome Rodolfo.
In Italia conta circa 656 presenze.
La variante Ridolfi è diffusa in tutta l'Italia centro-settentrionale; Ridolfo è della Sicilia centro-orientale e del Friuli; Ridulfo è palermitano e friulano; Rodolfo è pavese; Redolfi è bresciano e bergamasco.

## Persone
- Eleuterio Rodolfi – attore, regista e sceneggiatore italiano
- Ferdinando Rodolfi – vescovo cattolico italiano
- Ottavio Rodolfi – cardinale e vescovo cattolico italiano